# Тірлянський
Тірля́нський (рос. Тирлянский, башк. Тирлән) — село (колишнє смт) у складі Бєлорєцького району Башкортостану, Росія. Адміністративний центр та єдиний населений пункт Тірлянської сільської ради.
До 17 грудня 2004 року село мало статус смт.
Населення — 4427 осіб (2010; 5300 в 2002).